# Otomops secundus
Otomops secundus é uma espécie de morcego da família Molossidae. Endêmica de Papua-Nova Guiné.